# Eli Freud
Eli Freud (geboren 14. Juni 1914 in Triest, Österreich-Ungarn; gestorben 7. Februar 2010 in Jerusalem) war ein israelischer Musiker, Dirigent und Komponist.

## Leben
Eli Freud war Sohn des Gymnasialprofessors, Redakteurs der Wiener Morgenzeitung und Zionisten Arthur Freud und der Stephanie Freud, sein Bruder Gideon Freud  (1909–1974) wurde Kulturjournalist in London. Die Familie zog nach Kriegsausbruch 1915 zurück nach Mähren, ab 1920 lebten sie in Wien. 
Freud erhielt privaten Klavierunterricht bei Walter Taussig und Robert Walter Spitz. Er studierte Oboe bei Alexander Wunderer und Dirigat bei Felix Weingartner und Josef Krips an der Musikakademie Wien und machte 1937 das Examen. Nach dem Anschluss Österreichs 1938 floh er nach Prag und 1939 nach Palästina. 
Dort spielte er Salon- und Tanzmusik als Akkordeonist, Pianist, Saxophonist und Oboist unter anderem im „Eli Freud and his Swing Sextett“ und im „Palestine Broadcasting Orchestra“. Er arbeitete als Musiklehrer an den Musikakademien von Jerusalem und Tel Aviv und verlegte Akkordeonmusik im Eigenverlag. Für das Kol Israel Orchestra arbeitete er als Musikbibliothekar. 
Freud gründete 1955 das Orchester „Israel Bach Society“, das er 30 Jahre lang dirigierte, und 1990 das „Jerusalem Chamber Orchestra“. Zwischen 1981 und 1987 nahm Freud Lehraufträge an der Universität Osnabrück und an der Universität Bielefeld wahr.